# 洛尔坎
洛尔坎（法語：Lorquin，法語發音：[lɔʁkɛ̃]；洛林法兰克语：Lëëschinge）是法国摩泽尔省的一个市镇，位于该省东南部，属于萨尔堡-萨兰堡区。

## 地理
洛尔坎（48°40'9"N, 6°59'48"E）面积8.77 平方千米，位于法国大東部大區摩泽尔省，该省份为法国东北部内陆省份，是洛林的一部分，西南接默尔特-摩泽尔省，东临下莱茵省，北与卢森堡和德国接壤。
与洛尔坎接壤的市镇（或旧市镇、城区）包括：舒阿桑日、阿斯帕克、弗拉凯尔凡、埃尔默朗日、朗当日、拉讷沃维尔-莱洛尔坎、梅泰里圣基兰、讷夫穆兰、尼坦。

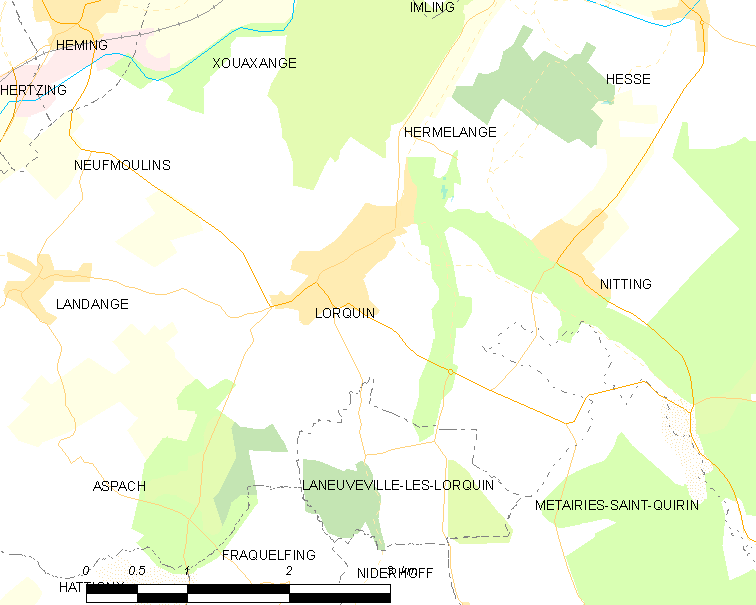
洛尔坎的OSM定位图

洛尔坎的时区为UTC+01:00、UTC+02:00（夏令时）。

## 行政
洛尔坎的邮政编码为57790，INSEE市镇编码为57414。

## 政治
洛尔坎所属的省级选区为法尔斯堡县。

## 人口

1962-2008年间洛尔坎人口变化图示

洛尔坎于2022年1月1日时的人口数量为1134人。